# 대상해
대상해(중국어: 大上海, 영어: The Last Tycoon)는 2012년 공개된 홍콩의 영화이다. 이 영화는 2012년 12월 22일 중국 본토에서 개봉되었고, 2013년 1월 3일 홍콩에서 개봉되었다. 스토리는 1920년대와 1930년대 상하이시에서 활동한 저명한 마피아 보스 두웨성의 삶에 어느 정도 기반을 두고 있다.

## 줄거리
1910년대 중국, 과일 장수 청다치는 살인 누명을 쓰고 감옥에 갇히지만 군인 마오자이의 도움으로 풀려나 상하이로 향한다. 상하이에서 청다치는 갱 두목 홍쇼팅의 눈에 띄어 그의 오른팔이 되고, 가수 바오와 결혼한다. 하지만 그의 마음속에는 고향에서 만났던 오페라 배우 예지추를 향한 사랑이 자리 잡고 있다. 홍쇼팅이 장군 루의 아들을 건드려 잡히자, 청다치는 루 장군과 협상하여 홍쇼팅을 구출하고 그의 은행에 투자하도록 설득한다. 이에 감명받은 홍쇼팅은 청다치와 의형제를 맺고, 청다치는 상하이 암흑가의 실력자로 급부상한다.
20년 후, 중년이 된 청다치는 상하이에서 가장 영향력 있는 거물이 된다. 그의 곁에는 어린 시절 친구 샤오팡과 한때 경쟁자였던 린화이가 보디가드로 함께한다. 그는 여전히 홍쇼팅과 그의 아내 링후셩과도 친밀한 관계를 유지하지만, 장군이 된 마오자이와는 불편한 관계를 이어간다. 그러던 중 상하이를 방문한 예지추와 재회하지만, 그녀는 이미 반정부 운동가 청자이메이와 결혼한 상태다. 1937년 중일전쟁이 발발하면서 이들은 전쟁의 소용돌이에 휘말린다. 청다치는 일본군의 공습과 납치 시도에서 살아남고, 마오자이의 도움으로 예지추 부부와 함께 홍콩으로 피신하려 하지만 바오는 인질로 남게 된다. 상하이가 함락된 후, 마오자이는 일본군에 투항하여 총독이 된다. 일본군 장군 니시노는 청다치를 상하이의 꼭두각시 시장으로 만들려 하고, 마오자이는 청다치의 연인들을 볼모로 삼아 그를 상하이로 유인할 계획을 세운다. 한편, 홍콩에 도착한 청다치와 예지추는 홍쇼팅과 링후셩 등이 일본군에게 붙잡혀 고문과 모욕을 당했다는 소식을 듣는다.
청다치와 예지추는 상하이로 돌아와 마지못해 일본군에 협력하는 척한다. 하지만 그들은 비밀리에 사랑하는 사람들을 구출하고 니시노를 암살할 계획을 세운다. 어느 날 밤, 니시노와 마오자이가 극장에서 예지추의 오페라 공연에 정신이 팔린 사이, 청다치는 린화이, 샤오팡과 자신의 조직원들과 함께 일본군 기지를 습격하여 포로들을 구출한다. 그러나 링후셩과 홍쇼팅은 이미 목숨을 잃은 뒤였다. 린화이는 추격해오는 일본군을 막다가 죽음을 맞이하고, 청다치, 예지추 일행은 극장을 공격하여 니시노와 일본군 장교 및 협력자들을 사살한다. 마오자이는 무대 뒤로 도망쳐 예지추를 붙잡고 청다치에게 항복을 강요하지만, 이때 바오가 나타나 예지추를 구하려다 목숨을 잃는다. 바오의 죽음을 목격한 청다치는 격분하여 마오자이를 죽인다. 청다치는 바오를 안고 극장 밖으로 나오지만, 일본군에게 포위당한다. 그는 바오, 샤오팡과 함께 차에 숨어들지만, 일본군의 총격에 모두 죽음을 맞이한다.

## 출연

### 주연
- 주윤발
- 홍금보
- 황샤오밍
- 오진우

### 조연
- 원천
- 원립
- 막소기
- 신바이칭
- 동비

## 기타
- 의상: 대미령